# Uvarus baoulicus
Uvarus baoulicus är en skalbaggsart som först beskrevs av Guignot 1939.  Uvarus baoulicus ingår i släktet Uvarus och familjen dykare. Inga underarter finns listade i Catalogue of Life.